# Đàm Tùng Vận
Đàm Tùng Vận (Tiếng Trung: 谭松韵; bính âm: Tánsōngyùn; sinh ngày 31 tháng 5 năm 1990) là một nữ diễn viên người Trung Quốc, từng là một ngôi sao nhí. Cô được khán giả biết đến đầu tiên qua vai Phương Thuần Ý trong phim Hậu cung Chân Hoàn truyện. Cô tốt nghiệp đại học chuyên ngành Biểu diễn tại Học viện Điện ảnh Bắc Kinh năm 2009.

## Tiểu sử
Cô được bố đặt tên là Đàm Tùng Vận (谭松韵), còn mẹ thì lại đặt là Đàm Tinh Tinh (谭晶晶), về sau cô lấy tên Đàm Tùng Vận. Quê quán ở Lô Châu, Tứ Xuyên, Trung Quốc, từ nhỏ thích ăn cay, thích sự thành thật. Ngoài ra, Đàm Tùng Vận lúc nhỏ cũng thích đọc sách và nhảy múa. Năm 2001, cô học múa cổ điển và múa dân gian ở trường Vũ đạo tỉnh Tứ Xuyên. Năm 2003, cô đạt giải thưởng Vũ công có vũ đạo xuất sắc nhất. Cô từng biểu diễn tại Thế vận hội Mùa hè 2004, ngoài ra còn đi biểu diễn ở khắp nơi. Cô là con 1 trong gia đình/
Những bạn hữu, chị em tốt của cô gồm có: Tôn Lệ, Trương Nhã Manh, Thái Thiếu Phân, Lưu Thi Thi, Nhiệt Y Trát, Chu Tuyền.

## Sự nghiệp
Năm 2005, cô gia nhập làng giải trí, quay một số phim truyền hình như Sống qua ngày, Đợi người ở nơi thiên đàng, Người em gái nhỏ, Nhà của tôi rất tuyệt. Năm 2006, cô tham gia các tác phẩm như Sơn Cúc Hoa, Hoa dại ven đường, Hồ Điệp Phiên Phiên Khởi Vũ. Đàm Tùng Vận đã dần dần quen mặt với khán giả truyền hình Trung Quốc.
Năm 2011, cô nhận kịch bản của đạo diễn Trịnh Hiểu Long, tham gia phim Hậu cung Chân Hoàn truyện vai Thuần Quý nhân. Ngoài ra, cô còn vào vai cô gái trẻ Vương Cơ trong phim Nữ nhân của vua, vai Mộc Kiếm Bình trong Tỉnh mộng Lộc đỉnh ký. Cùng năm, cô tham gia ca hát, gia nhập vào Đoàn ca xướng Tinh Tinh và hay trình diễn những bài hát nổi tiếng. Năm 2012, cô còn có ý định nhận phim Bộ bộ kinh tâm 2 nhưng không thành. Cùng năm, cô thử sức với vai một phi tần độc ác, nham hiểm trong phim Hồng Kông Cung Đấu. Trong thời gian này cô cũng tham gia nhiều bộ phim truyền hình. Năm 2013, cô tham gia vai chính trong phim Chuyện cô gái nhỏ. Nhờ bộ phim này, vào ngày 28 tháng 4 cùng năm, cô đã giành giải "Tài năng mới nhảy vọt xuất sắc nhất" tại lễ trao giải phim ngắn Quang Huy.
Năm 2015-2016, cô nhận các vai diễn: Phạm Hiểu Huỳnh trong Thiếu nữ toàn phong và Cảnh Cảnh trong Điều tuyệt nhất của chúng ta, nhận được sự quan tâm lớn. Đây là bước ngoặt lớn trong sự nghiệp của cô.
Ngày 17 tháng 10 năm 2019, Đàm Tùng Vận được vinh danh vào danh sách Elite List 30 Under 30 2019 Forbes Trung Quốc.

## Danh sách phim

### Phim truyền hình
| Năm            | Tiêu đề                                                       | Vai diễn                | Vai diễn       | Bạn diễn                       | Ghi chú   |
| Năm            | Tiếng Việt                                                    | Tiếng Việt              | Tiếng Trung    | Bạn diễn                       | Ghi chú   |
| -------------- | ------------------------------------------------------------- | ----------------------- | -------------- | ------------------------------ | --------- |
| 2005           | Đợi người ở nơi thiên đàng                                    | Mộc Miên (lúc trẻ)      | 木棉           |                                | Vai phụ   |
| 2005           | Sống qua ngày                                                 | Xuân Lệ                 | 春丽           |                                | Vai phụ   |
| 2006           | Sơn Cúc Hoa                                                   | Tiểu Cúc                | 小菊           |                                | Vai phụ   |
|                | Tỉnh mộng Lộc Đỉnh Ký                                         | Mộc Kiếm Bình           | 沐剑屏         | Hồ Ca                          | Vai phụ   |
| 2009           | Năm tháng nhiên tình của tôi                                  | Tiểu muội của Huệ An Nữ | 惠安女之小妹   |                                | Vai phụ   |
| 2011           | Gia đình là số 1 (bản Trung)                                  | Tương Bối Địch          | 蒋贝迪         |                                | Vai phụ   |
| 2011           | Lâm sư phụ ở Seoul                                            | Quyền Cẩm Tú            | 权锦绣         |                                | Vai phụ   |
| 2011           | Vụ Đô                                                         | Mỹ Kỳ                   | 美琪           |                                | Vai phụ   |
| 2012           | Hậu cung Chân Hoàn truyện                                     | Phương Thuần Ý          | 方淳意         | Tôn Lệ, Trần Kiến Bân          | Vai phụ   |
| 2012           | Cuộc sống hạnh phúc của Kim Thái Lang                         | Đồng Đồng               | 彤彤           |                                | Khách mời |
| 2012           | Hạnh phúc công lược                                           | Phi Nhi                 | 菲儿           |                                | Vai phụ   |
| 2012           | Tự bạch của một chiếc bút ghi âm                              | Đậu Hà Lan              | 豌豆           |                                | Vai phụ   |
| 2013           | Ma Ma Đích Hoa Dạng Niên Hoa                                  | Tô Tiểu Mạn             | 苏小曼         |                                | Vai phụ   |
| 2014           | Đại Đương Gia                                                 | Quế Hoa Hương           | 桂花香         |                                | Vai phụ   |
| 2014           | Hạnh phúc bảo anh đợi em                                      | Hà Đóa Đóa              | 何朵朵         |                                | Vai phụ   |
| 2015           | Tình yêu ấm áp cùng chiến tranh / Nhật ký trưởng thành của bố | Quách Nghiên            | 郭妍           |                                | Vai phụ   |
| 2015           | Hạnh phúc của Tôn Lão Quật                                    | Vương Hoan Hoan         | 王欢欢         |                                | Vai phụ   |
| 2015           | Thiếu nữ toàn phong 1                                         | Phạm Hiểu Huỳnh         | 范晓莹         | Ngô Lỗi                        | Vai phụ   |
| 2016           | Thiếu nữ toàn phong 2                                         | Phạm Hiểu Huỳnh         | 范晓莹         | Ngô Lỗi                        | Vai phụ   |
| 2016           | Điều tuyệt nhất của chúng ta                                  | Cảnh Cảnh               | 耿耿           | Lưu Hạo Nhiên                  | Vai chính |
| 2017           | Từng đóa bọt sóng                                             | Vân Đóa                 | 云朵           | Hùng Tử Kỳ                     | Vai chính |
| 2017           | Mùa hè của hồ ly                                              | Lê Yến Thư              | 黎晏书         | Khương Triều                   | Vai chính |
| 2017           | Bậc thầy trang điểm (Đặc hóa sư)                              | Trần Chân               | 陈真           | Trương Đan Phong               | Vai chính |
| 2019           | Cẩm Y Chi Hạ                                                  | Viên Kim Hạ             | 袁今夏         | Nhậm Gia Luân                  | Vai chính |
| 2020           | Dân Sơ Kỳ Nhân Truyện (Ngoại Bát Hành)                        | Quả Đạo Nhân (Hy Thủy)  | 寡道人（希水） | Âu Hào, Tần Lam                | Vai chính |
| 2020           | Lấy danh nghĩa người nhà                                      | Lý Tiêm Tiêm            | 李尖尖         | Tống Uy Long, Trương Tân Thành | Vai chính |
| 2020           | Phố Ma Dương thân yêu                                         | Mã Hiểu Hiểu            | 马晓晓         | Hứa Ngụy Châu, Ngưu Tuấn Phong | Vai chính |
| 2021           | Cẩm Tâm Tựa Ngọc                                              | La Thập Nhất Nương      | 罗十一娘       | Chung Hán Lương                | Vai chính |
| 2021           | Thời đại mới của chúng ta: Bởi vì có gia đình                 | Hoàng Tư Tề             | 黄思齐         | Bạch Kính Đình                 | Vai chính |
| 2022           | Xin gọi tôi là tổng giám                                      | Ninh Mông               | 宁梦           | Lâm Canh Tân                   | Vai chính |
| 2022           | Mười năm của chúng ta: Nơi trái tim hướng về                  | Lý Tâm Dao              | 李心遥         | Nhiếp Viễn                     | Vai chính |
| 2022           | Hướng gió mà đi                                               | Trình Tiêu              | 程霄           | Vương Khải                     | Vai chính |
| 2023           | Quy lộ                                                        | Quy Hiểu                | 归晓           | Tỉnh Bách Nhiên                | Vai chính |
| 2024           | Em đẹp hơn cả ánh sao                                         | Kỷ Tinh                 | 纪星           | Hứa Khải                       | Vai chính |
| 2024           | Thục cẩm nhân gia                                             | Quý Anh Anh             | 季英英         | Trịnh Nghiệp Thành             | Vai chính |
| Chưa phát sóng | Tiêu Dao                                                      | Tiêu Dao                | 肖瑶           | Hầu Minh Hạo                   | Vai chính |

### Phim điện ảnh
| Năm  | Tiêu đề                                | Tiêu đề             | Vai diễn            | Vai diễn    | Bạn diễn                      | Ghi chú |
| Năm  | Tiếng Việt                             | Tiếng Trung         | Tiếng Việt          | Tiếng Trung | Bạn diễn                      | Ghi chú |
| ---- | -------------------------------------- | ------------------- | ------------------- | ----------- | ----------------------------- | ------- |
| 2008 | 5.12: Vấn Xuyên không tin vào nước mắt | 5.12:汶川不相信眼泪 | Lý Hương Bao        | 李香包      |                               |         |
| 2012 | Dân quốc cảnh hoa                      | 民国警花            | Ngũ Nguyệt          | 伍月        |                               | [ 5 ]   |
| 2012 | Tìm kiếm                               | 搜索                | Tiểu Bảo Mẫu        | 小保姆      |                               | [ 6 ]   |
| 2013 | Công lý thép                           | 全民目击            | Cao Linh Linh       | 高玲玲      | Tôn Hồng Lôi, Quách Phú Thành | [ 7 ]   |
| 2013 | Phú xuân sơn cư đồ                     | 富春山居图          | Ma nữ Song Tử       | 双子座魔女  |                               |         |
| 2015 | Gặp anh ở thời gian đẹp nhất           | 最美的时候遇见你    | Dương Phương Phương | 杨芳芳      | La Vân Hi                     |         |
| 2016 | Yêu em từ cái nhìn đầu tiên            | 微微一笑很倾城      | Nhị Hỷ              | 二喜        | Angelababy, Ngô Thiến         |         |
| 2021 | Bát Nguyệt Vị Ương                     | 八月未央            | Tiểu Kiều           | 小乔        | La Tấn, Chung Sở Hi           |         |
| 2023 | Tạm biệt Lý Khả Lạc                    | 再见李可乐          | Lý Nghiên           | 李妍        | Diêm Ni                       |         |

## Chương trình tạp kỹ
| Năm  | Kênh                     | Tên                                 | Tên tiếng Trung  | Vai trò             |
| ---- | ------------------------ | ----------------------------------- | ---------------- | ------------------- |
| 2016 | IQIYI                    | Sinh viên đại học đến rồi           | 大学生来了       | Người tham gia      |
| 2016 | Hồ Nam TV                | Happy Camp                          | 快乐大本营       | Khách mời           |
| 2016 | Chiết Giang TV           | Liên minh người thách thức mùa 2    | 挑战者联盟第二季 | Người tham gia      |
| 2017 | Youku                    | Siêu thứ nguyên thần tượng          | 超次元偶像       | Người tham gia      |
| 2017 | Hồ Nam TV                | Ngày ngày tiến lên                  | 天天向上         | Người tham gia      |
| 2017 | Chiết Giang TV           | Liên minh người thách thức mùa 3    | 挑战者联盟第三季 | Người tham gia      |
| 2017 | Tencent Video            | Mỹ thực cốc bạch ký mùa 1           | 美食告白记第一季 | Khách mời tập 4     |
| 2017 | Thâm Quyến TV, An Huy TV | Phi thường tịnh cự ly               | 非常静距离       | Khách mời           |
| 2017 | Hồ Nam TV                | Happy Camp                          | 快乐大本营       | Khách mời           |
| 2017 | Bắc Kinh TV              | Thuyết tương đối về cuộc sống mùa 1 | 生活相对论       | Khách mời           |
| 2017 | Chiết Giang TV           | Hài kịch tổng động viên mùa 2       | 喜剧总动员第二季 | Người tham gia      |
| 2017 | Chiết Giang TV           | Sự ra đời của diễn viên             | 演员的诞生       | Người tham gia      |
| 2018 | Hồ Nam TV                | Happy Camp                          | 快乐大本营       | Khách mời           |
| 2018 | Chiết Giang TV           | 24 giờ mùa 3                        | 二十四小时第三季 | Người tham gia      |
| 2018 | Chiết Giang TV           | Xin chào, bạn màu lam               | 嗨！蓝朋友       | Người tham gia      |
| 2018 | Mango TV                 | Minh tinh đại trinh thám mùa 4      | 明星大侦探第四季 | Người tham gia      |
| 2018 | Bắc Kinh TV              | Hương vị thời gian                  | 时光的味道       | Khách mời           |
| 2019 | Hồ Nam TV                | Hướng về cuộc sống mùa 3            | 向往的生活第三季 | Khách mời           |
| 2020 | Hồ Nam TV                | Happy Camp                          | 快乐大本营       | Khách mời           |
| 2020 | Mango TV                 | Khu rừng nhỏ diệu kỳ                | 奇妙小森林       | Người tham gia      |
| 2020 | Hồ Nam TV                | Hướng về cuộc sống mùa 4            | 向往的生活第四季 | Khách mời           |
| 2020 | Hồ Nam TV                | Happy Camp                          | 快乐大本营       | Khách mời           |
| 2021 | Hồ Nam TV                | Happy Camp                          | 快乐大本营       | Khách mời           |
| 2021 | Chiết Giang TV           | Keep Running mùa 5                  | 奔跑吧第五季     | Khách mời tập 8     |
| 2022 | Mango TV                 | Bạn ơi hãy lắng nghe mùa 2          | 朋友请听好2      | Khách mời tập 9, 10 |
| 2022 | Chiết Giang TV           | Vương bài đối vương bài mùa 7       | 王牌对王牌7      | Khách mời tập 2     |
| 2022 | Hồ Nam TV                | Xin chào thứ 7 mùa 1                | 你好, 星期六1    | Khách mời tập 3     |
| 2023 | Mango TV                 | Hướng về cuộc sống mùa 7            | 向往的生活7      | Khách mời tập 13    |
| 2023 | Tencent Video            | Mao Tuyết Gâu                       | 毛雪汪           | Khách mời tập 53    |
| 2024 | Hồ Nam TV                | Xin chào thứ 7 mùa 3                | 你好, 星期六3    | Khách mời           |

## Đĩa đơn
| Năm  | Ngày tháng  | Tên bài hát                         | Tên tiếng Trung        | Album                                                                  | Ghi chú/Tham khảo                               |
| ---- | ----------- | ----------------------------------- | ---------------------- | ---------------------------------------------------------------------- | ----------------------------------------------- |
| 2016 | 13 tháng 6  | Bạn thân mến                        | 亲爱的, 同学           | Điều tuyệt vời nhất của chúng ta OST                                   |                                                 |
| 2017 | 5 tháng 4   | Người thương yêu                    | 亲爱的                 | Mùa hè của hồ ly OST                                                   |                                                 |
| 2017 | 30 tháng 6  | Ngày đẹp trời yêu em                | 爱上你的好天气         | Từng đóa bọt sóng OST                                                  | với Hùng Tử Kỳ                                  |
| 2017 | 20 tháng 11 | Miệng ngọt                          | 嘴角的甜               | Bậc thầy trang điểm OST                                                | [ 9 ]                                           |
| 2020 | 15 tháng 1  | Kim Hạ                              | 今夏                   | Cẩm Y Chi Hạ OST                                                       |                                                 |
| 2020 | 31 tháng 5  | Tớ ở đây                            | 我在                   | Single đầu tay                                                         |                                                 |
| 2020 | 11 tháng 3  | Hãy trở về an toàn                  | 平安回来               | Ca khúc cổ vũ chống dịch Covid-19                                      | với Cảnh Điềm và Bạch Lộc                       |
| 2020 | 19 tháng 6  | Khu rừng nhỏ tuyệt vời              | 奇妙小森林             | Ca khúc chủ đề chương trình truyền hình thực tế Khu rừng nhỏ tuyệt vời | với Ngô Kỳ Long, Trịnh Sảng và Trương Tân Thành |
| 2020 | 17 tháng 8  | Like a Breeze                       |                        | Lấy danh nghĩa người nhà OST                                           |                                                 |
| 2020 | 20 tháng 10 | Ký ức là anh                        | 回忆是你               | Phố Ma Dương thân yêu OST                                              | với Ngưu Tuấn Phong                             |
| 2021 | 6 tháng 1   | Muốn trở thành mọi điều tốt đẹp     | 想变成一切美好的事物   | Dự án hợp ca chủ đề nữ giới                                            | với Tạ Xuân Hoa                                 |
| 2021 | 1 tháng 3   | Hoa nguyện                          | 花愿                   | Cẩm tâm tựa ngọc OST                                                   |                                                 |
| 2021 | 30 tháng 3  | Nửa kia của tôi                     | 另一半的自己           | Bát nguyệt vị ương OST                                                 | với Chung Sở Hi                                 |
| 2022 | 29 tháng 4  | Cuối cùng có thể nói câu Em yêu anh | 终于可以说出那句我爱你 | Xin gọi tôi là tổng giám OST                                           |                                                 |
| 2022 | 25 tháng 12 | Like Shining Star                   |                        | Hướng gió mà đi OST                                                    |                                                 |
| 2023 | 9 tháng 3   | Cài đặt                             | 安                     | Single                                                                 |                                                 |
| 2023 | 15 tháng 3  | Thanh xuân vô dạng                  | 青春无恙               | Quy lộ OST                                                             |                                                 |
| 2023 | 31 tháng 5  | Đi ngay khi bạn ngỏ lời             | 说走就走可以吗         | Single                                                                 |                                                 |
| 2023 | 3 tháng 11  | Có thể                              | 能否                   | Tạm biệt Lý Khả Lạc OST                                                | với Tạ Xuân Hoa                                 |
| 2024 | 9 tháng 1   | Ranh giới                           | 界                     | Em đẹp hơn cả ánh sao OST                                              |                                                 |
| 2024 | 1 tháng 7   | Tình yêu đẹp hơn ánh sao            | 爱比星光美丽           | Em đẹp hơn cả ánh sao OST                                              |                                                 |

## Giải thưởng
| Năm  | Giải thưởng                                               | Hạng mục                                           | Tác phẩm                     | Kết quả   | TK     |
| ---- | --------------------------------------------------------- | -------------------------------------------------- | ---------------------------- | --------- | ------ |
| 2016 | Iqiyi Screaming Night                                     | Nữ diễn viên triển vọng nhất                       | Điều tuyệt nhất của chúng ta | Đoạt giải | [ 10 ] |
| 2017 | Giải Hoa Đỉnh lần thứ 22                                  | Nữ diễn viên mới xuất sắc nhất                     | Thiếu nữ toàn phong          | Đoạt giải | [ 11 ] |
| 2017 | New Media Film Festival châu Á lần thứ 2                  | Nữ diễn viên chính xuất sắc nhất (phim chiếu mạng) | Mùa hè của hồ ly             | Đoạt giải | [ 12 ] |
| 2017 | Liên hoan phim và truyền hình mạng Kim Cốt Đóa lần thứ 2  | Nữ diễn viên chính xuất sắc nhất (phim chiếu mạng) | Mùa hè của hồ ly             | Đoạt giải | [ 13 ] |
| 2020 | Lễ trao giải Diễn viên Trung Quốc lần thứ 7               | Nữ diễn viên chính xuất sắc nhất (phim chiếu mạng) | —                            | Đề cử     | [ 14 ] |
| 2020 | Giải Kim Ưng lần thứ 30                                   | Nữ diễn viên được yêu thích nhất                   | —                            | Đề cử     | [ 15 ] |
| 2020 | Giải Hoa Đỉnh lần thứ 29                                  | Nữ diễn viên xuất sắc nhất (phim cổ trang)         | Cẩm Y Chi Hạ                 | Đoạt giải | [ 16 ] |
| 2020 | Giải Hoa Đỉnh lần thứ 29                                  | Nữ diễn viên xuất sắc nhất (phim hiện đại)         | Lấy danh nghĩa người nhà     | Đề cử     | [ 16 ] |
| 2020 | Giải Hoa Đỉnh lần thứ 29                                  | Top 10 diễn viên được yêu thích nhất               | —                            | Đoạt giải | [ 16 ] |
| 2020 | Giải Bạch Ngọc Lan lần thứ 27                             | Nữ diễn viên xuất sắc nhất (Thị Hậu)               | Lấy danh nghĩa người nhà     | Đề cử     | [ 17 ] |
| 2020 | Đêm hội gào thét IQIYI                                    | Diễn viên truyền miệng của năm                     | —                            | Đoạt giải | [ 18 ] |
| 2021 | Quốc kịch thịnh điển 2020                                 | Nữ diễn viên trẻ vượt bậc của năm                  | Lấy danh nghĩa người nhà     | Đoạt giải | [ 19 ] |
| 2021 | Liên hoan phim và truyền hình mạng Kim Cốt Đóa lần thứ 5  | Nữ diễn viên chính xuất sắc nhất                   | —                            | Đoạt giải | [ 20 ] |
| 2021 | Liên hoan truyền hình Thượng Hải lần thứ 27               | Nữ diễn viên chính xuất sắc nhất                   | Lấy danh nghĩa người nhà     | Đề cử     | [ 21 ] |
| 2023 | Lễ trao giải Truyền hình Trung Quốc thường niên lần thứ 1 | Nữ diễn viên đột phá của năm                       | Hướng gió mà đi              | Đoạt giải |        |
| 2023 | Liên hoan phim Châu Á Thái Bình Dương lần thứ 60          | Nữ phụ xuất sắc nhất                               | Bát Nguyệt Vị Ương           | Đoạt giải |        |